# Jacqueline Casalegno
Jacqueline Casalegno (1926-2019) est fondatrice et dirigeante de Chanas assurances au Cameroun.

## Biographie

### Enfance et débuts
Elle est la fille d'un des premiers assureurs au Cameroun.

### Carrière
Elle fonde Chanas Assurances en reprenant SOCAR en cours de privatisation et réalisant un tour de table financier avec SNH.
Elle en perd le contrôle en 2013.  Son capital est détenu par des privés Camerounais à 37%, le groupe français Casalegno à hauteur de 20%, la Société nationale des hydrocarbures 20%, l’assureur Gabonais Ogar 18% et d’autres partenaires européens 5%. 

### Vie privée
Elle prend sa retraite dans le Noun et meurt en janvier 2019.